# Valentina Pisanty
Valentina Pisanty (Milano, 8 maggio 1969) è una semiologa e docente italiana, docente di semiotica presso l'Università di Bergamo.
Ha pubblicato saggi e articoli sul negazionismo dell'Olocausto, sul razzismo, sul discorso politico, sulla semiotica interpretativa e sulle retoriche e le politiche della Memoria. Dal 2000 al 2003 è stata coordinatrice editoriale di Accepting Diversity, manuale interattivo sulla tolleranza nato da un progetto di Umberto Eco, Furio Colombo e Jacques Le Goff e dell'Académie Universelle des Cultures.

## Opere
- Leggere la fiaba, Milano, Fabbri-Bompiani-Sonzogno-Etas, 1993. ISBN 88-452-1978-X.
- L'irritante questione delle camere a gas. Logica del negazionismo, Milano, Bompiani, 1998. ISBN 88-452-3588-2; 2014. ISBN 978-88-452-7579-1.
- Sul negazionismo, in Enzo Collotti (a cura di), Fascismo e antifascismo: rimozioni, revisioni, negazioni, Roma-Bari, Laterza, 2000. ISBN 88-420-5957-9.
- Come si nega un fatto. Le strategie interpretative dei negazionisti, in Marcello Flores (a cura di), Storia, verità, giustizia. I crimini del XX secolo, Milano, B. Mondadori, 2001. ISBN 88-424-9725-8.
- Semiotica e interpretazione, con Roberto Pellerey, Milano, Strumenti Bompiani, 2004. ISBN 88-452-1124-X.
- Educare all'odio. La difesa della razza, 1938-1943, Milano, Motta on line, 2003. ISBN 88-901136-3-4; Roma, Nuova iniziativa editoriale, 2004.
- La difesa della razza. Antologia 1938-1943, a cura di, Milano,  Bompiani, 2006. ISBN 88-452-1419-2.
- I negazionismi, in Marina Cattaruzza, Marcello Flores, Simon Levis Sullam, Enzo Traverso (a cura di), Storia della Shoah. La crisi dell'Europa, lo sterminio degli ebrei e la memoria del XX secolo, III, Riflessioni, luoghi e politiche della memoria, Torino, UTET, 2006. ISBN 88-02-07533-6.
- Un'analisi interpretativa di cinque barzellette ebraiche, in Variazioni semiotiche. Analisi interpretazioni metodi a confronto, con Guido Ferraro e Maria Pia Pozzato, Roma, Carocci, 2007. ISBN 978-88-430-3969-2.
- Churchill, King e Berlusconi: tre discorsi incomparabili, in Giovanna Cosenza (a cura di), Semiotica della comunicazione politica, Roma, Carocci, 2007. ISBN 978-88-430-4342-2.
- Semiotica, con Alessandro Zijno, Milano, McGraw-Hill, 2009. ISBN 978-88-386-6382-6.
- La banalizzazione della Shoah. Prime riflessioni sul caso italiano, in  Marcello Flores, Simon Levis-Sullam, Marie-Anne Matard-Bonucci ed Enzo Traverso (a cura di), Storia della Shoah in Italia. Vicende, memorie, rappresentazioni, II, Memorie, rappresentazioni, eredità, Torino, UTET, 2010. ISBN 978-88-02-08353-7.
- Abusi di memoria. Negare, banalizzare, sacralizzare la Shoah, Milano, B. Mondadori, 2012. ISBN 978-88-6159-652-8.
- Narratologia e scienze cognitive, in Anna Maria Lorusso, Claudio Paolucci, Patrizia Violi (a cura di), Narratività. Problemi, analisi, prospettive, Bologna, Bononia university press, 2012. ISBN 978-88-7395-756-0.
- Banalizzare e sacralizzare, in Marta Baiardi e Alberto Cavaglion (a cura di), Dopo i testimoni. Memorie, storiografie e narrazioni della deportazione razziale, Roma, Viella, 2014. ISBN 978-88-6728-159-6.
- La comprensione umoristica, in La comprensione linguistica, in Alfredo Paternoster e Valentina Pisanty (a cura di), Milano, Mimesis, 2019. ISBN 978-88-5755-654-3.
- I Guardiani della Memoria e il ritorno delle destre xenofobe, Milano,  Bompiani, 2019, ISBN 9788830102293.
- «La gente crede solo a quello che sa già». Umberto Eco, i Protocolli dei Savi Anziani di Sion e la leggenda del complotto universale, in L’idea della biblioteca. La collezione di libri antichi di Umberto Eco alla Biblioteca Nazionale Braidense, Milano, Scalpendi. ISBN 979-12-5955-105-4.
- La risata fascista: quando si rideva per ristabilire l’ordine, in Giovanni De Luna (a cura di) Fascismo e storia d’Italia. A un secolo dalla marcia su Roma. Temi, narrazioni, fonti, Annale Feltrinelli , 2022. ISBN 9788807990830.
- Antisemita. Una parola in ostaggio , Milano, Bompiani, 2025, ISBN 978-88-301-3860-5